# Healing (Rudimental)
Healing è un singolo del gruppo musicale britannico Rudimental, pubblicato il 26 agosto 2016 dalla Major Tom's.

## Descrizione
Prevalentemente house, il brano ha visto la partecipazione di Joseph Angel ed è stato suonato in precedenza agli inizi del 2016 durante alcuni DJ set di svariati artisti, tra cui Calvin Harris e Todd Terry, ottenendo un buon successo.
Il 21 aprile 2018, in occasione dell'annuale Record Store Day, Healing è stato pubblicato nel formato 12" insieme al singolo No Fear del 2017.

## Tracce
Download digitale
1. Healing (feat. Joseph Angel) – 7:24 (Amir Amor, Kesi Dryden, Piers Aggett, Leon Rolle, Joseph Angel)

12" – Healing/No Fear
- Lato A

1. Healing (feat. Joseph Angel) – 7:24 (Amir Amor, Kesi Dryden, Piers Aggett, Leon Rolle, Joseph Angel)

- Lato B

1. No Fear (Rudimental & The Martinez Brothers feat. Donna Missal) – 7:09 (Amir Amor, Kesi Dryden, Piers Aggett, Leon Rolle, Chris Martinez, Steven Martinez, Donna Missal)

## Formazione
Gruppo
- Amir Amor – chitarra, programmazione della batteria, voce aggiuntiva, cori
- Kesi Dryden – basso, strumenti ad arco, voce aggiuntiva, cori
- Piers Aggett – pianoforte, sintetizzatore, voce aggiuntiva, cori
- Leon Rolle – tastiera, percussioni, voce aggiuntiva, cori

Altri musicisti
- Joseph Angel – voce
- Mark Crown – tromba
- Taurean Antoine-Chagar – sassofono, sassofono baritono

Produzione
- Rudimental – produzione
- Conor Bellis – assistenza alla produzione
- Steven Weston – ingegneria del suono
- Amir Amor – missaggio, mastering